# جون تي. لويس
جون تي. لويس (بالإنجليزية: John T. Lewis)‏ (و. 1932 – 2004 م) هو رياضياتي، وفيزيائي من المملكة المتحدة، وويلز، ولد في سوانزي، توفي في دبلن، عن عمر يناهز 72 عاماً.

## التعليم
تعلم في جامعة الملكة في بلفاست.

## أعمال بارزة
من أهم أعماله:
- تكاثف بوز-أينشتاين.